# Bașukî, Kremeneț
Bașukî (în ucraineană Башуки) este localitatea de reședință a comunei Bașukî din raionul Kremeneț, regiunea Ternopil, Ucraina.

## Demografie
Componența lingvistică a localității Bașukî
     Ucraineană (98,15%)
     Maghiară (1,74%)
     Alte limbi (0,11%)
Conform recensământului din 2001, majoritatea populației localității Bașukî era vorbitoare de ucraineană (98,15%), existând în minoritate și vorbitori de maghiară (1,74%).